# Samtgemeinde Dörpen
La comunità amministrativa di Dörpen (Samtgemeinde Dörpen) si trova nel circondario dell'Emsland nella Bassa Sassonia, in Germania.

## Suddivisione
Comprende 9 comuni:
1. Dersum
2. Dörpen
3. Heede
4. Kluse
5. Lehe
6. Neubörger
7. Neulehe
8. Walchum
9. Wippingen

Il capoluogo è Dörpen.